# تابش مهدی
تابش مهدی (انگلیسی: Tabish Mehdi; ۳ ژوئیهٔ ۱۹۵۱ – ۲۲ ژانویهٔ ۲۰۲۵) شاعر، منتقد، روزنامه‌نگار و نویسنده اهل هند بود. وی بین سال‌های ۱۹۷۱ تا ۲۰۲۵ میلادی فعالیت می‌کرد.

## مرگ
مهدی در ۲۲ ژانویه ۲۰۲۵ در سن ۷۳ سالگی در دهلی درگذشت.